# Descloizite
La descloizite è un minerale appartenente al gruppo dell'adelite-descloizite.